# 도로테아 뢰슈만

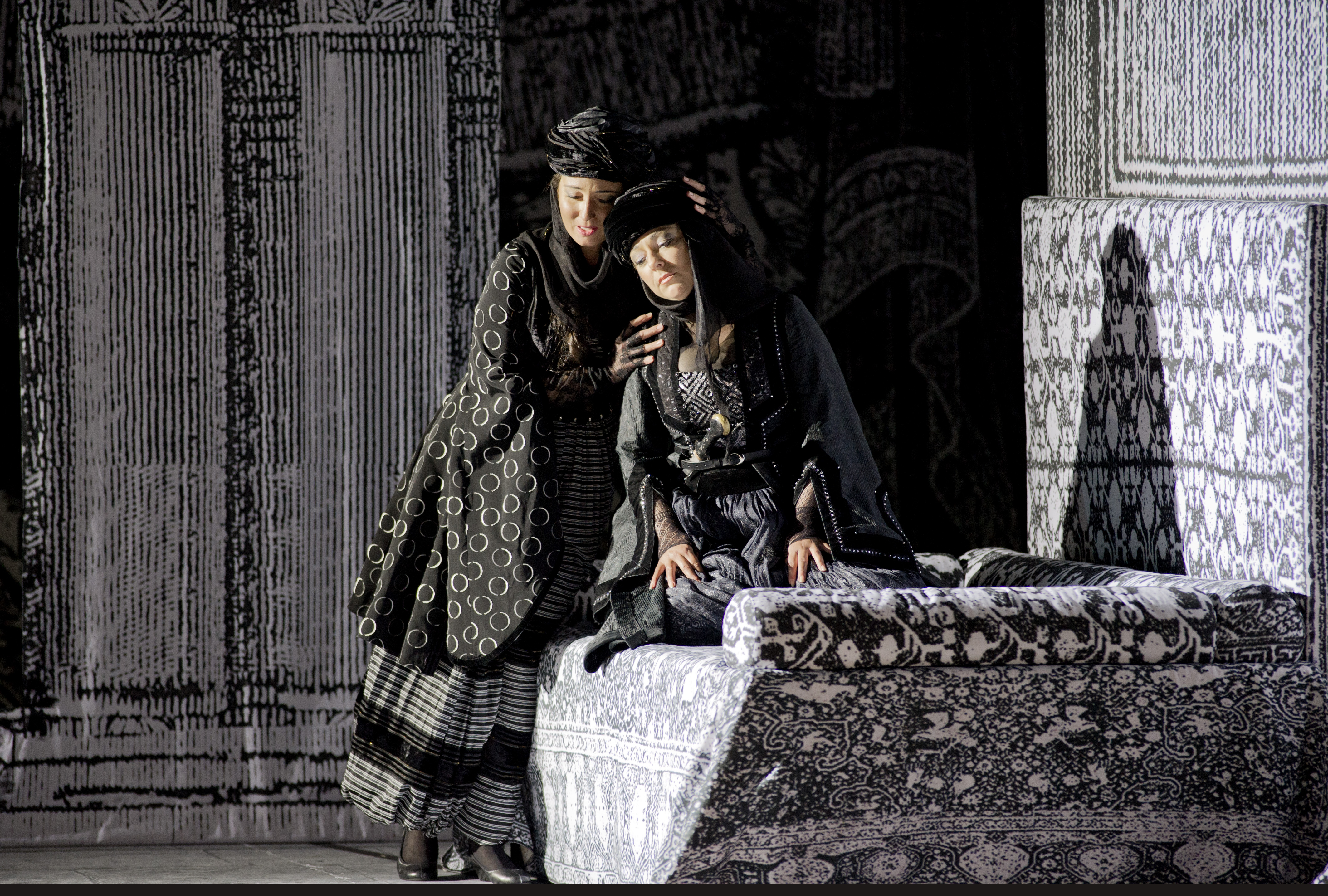

도로테아 뢰슈만(Dorothea Röschmann, 1967년 6월 17일 ~ )은 독일의 오페라 소프라노이다.

## 삶
플렌스부르크 출신이다. 매우 어렸을 때부터 고향의 요한 제바스티안 바흐 합창단에서 노래했으며, 함부르크, 뉴욕, 텔아비브, 런던에서 성악 공부를 하였다. 1986년부터 국내외에서 성공적인 성악가로 활동하고 있다. 런던 심포니 오케스트라, 빈 필하모니 관현악단, 베를린 필하모니, 콘세르트헤보 관현악단, 뮌헨 필하모니 관현악단 등의 오케스트라와 작업했다.
1995년 잘츠부르크 음악제에서 피가로의 결혼의 수잔나 역을 맡으면서 국제적인 인정을 받았다.